# 14. april
14. april je 104. dan leta (105. v prestopnih letih) v gregorijanskem koledarju. Ostaja še 261 dni.

## Dogodki
- 1028 – Henrik III., sin rimsko-nemškega cesarja Konrada II., je potrjen za nemškega kralja
- 1818 – Luka Čeč odkrije notranje dele Postojnske jame
- 1836 – izid Prešernovega Krsta pri Savici
- 1865 – John Wilkes Booth ustreli Abrahama Lincolna
- 1895 – rušilni potres v Ljubljani
- 1912 – v Atlantskem oceanu Titanic pozno zvečer zadene ob ledeno goro
- 1915 – turška vojska napade Armenijo, naslednji dan začnejo klati armenski živelj
- 1918 – Ferdinand Foch postane vrhovni poveljnik zahodne fronte
- 1927 – v Göteborgu na Švedskem začnejo izdelovati prve avtomobile znamke Volvo po tekočem traku
- 1931 – španski parlament odstavi kralja Alfonza XIII. in razglasi Drugo špansko republiko
- 1935 – Francija, Združeno kraljestvo in Italija se dogovorijo za status quo
- 1941 – Tretji rajh postavi zasedbeno oblast na Štajerskem in Gorenjskem
- 1945 – britanska vojska osvobodi Arnhem
- 1956 – na konvenciji v Chicagu premierno predstavijo videokaseto
- 1962 – Georges Pompidou postane francoski premier
- 1976 – Maroko in Mavretanija si razdelita Zahodno Saharo
- 1986 – v maščevanju za eksplozijo v zahodnoberlinski diskoteki La Belle Discotheque ubijejo dva ameriška vojaka; takoj zatem ameriški predsednik Ronald Reagan odredi bombni napad na libijski mesti Tripoli in Bengazi; v napadih umre 60 ljudi
- 2003 – znanstveniki so določili sestavo 99 odstotkov celotnega človeškega genoma, ki so jo določili kar 99,99 odstotka natančno

## Rojstva
- 216 – Mani, perzijski prerok, voditelj manihejstva († 277)
- 1204 – Henrik I., kastiljski kralj († 1217)
- 1336 – cesar Go-Kogon, japonski proticesar († 1374)
- 1527 – Abraham Ortelius, belgijski geograf, kartograf nemškega rodu († 1598)
- 1629 – Christiaan Huygens, nizozemski astronom, fizik, matematik († 1695)
- 1744 – Denis Ivanovič Fonvizin, ruski dramatik († 1792)
- 1769 – Barthélemy Catherine Joubert, francoski general († 1799)
- 1831 – Friedrich Gerhard Rohlfs, nemški geograf, raziskovalec († 1896)
- 1857 – Aluízio Azevedo, brazilski pisatelj († 1913)
- 1866 – Felix-Raymond-Marie Rouleau, francosko-kanadski kardinal († 1931)
- 1877 – Rajko Nahtigal, slovenski jezikoslovec († 1958)
- 1882 – Moritz Schlick, nemški filozof († 1936)
- 1889 – Arnold Joseph Toynbee, britanski zgodovinar († 1975)
- 1891 – Bhimrao Ramdži Ambedkar, indijski budistični socialni reformator, pravnik in filozof († 1956)
- 1892 – Juan Belmonte y García, španski bikoborec († 1962)
- 1902 – Sylvio Mantha, kanadski profesionalni hokejist († 1974)
- 1912 – Robert Doisneau, francoski fotograf († 1994)
- 1913 – Vladimir Pavšič - Matej Bor, slovenski pesnik, prevajalec, dramatik († 1993)
- 1925 – Abel Muzorewa, premier Zimbabveja († 2010)
- 1925 – Rod Steiger, ameriški igralec († 2002)
- 1929 – Chadli Bendjedid, alžirski politik († 2012)
- 1936 – Ivan Dias, indijski kardinal
- 1941 – Julie Christie britanska filmska igralka
- 1945 – Ritchie Blackmore, angleški rokovski glasbenik
- 1951 – Julian Lloyd Webber, angleški violončelist in skladatelj
- 1953 – David Buss, ameriški psiholog
- 1966 – Jan Boklöv, švedski smučarski skakalec
- 1966 – Greg Maddux, ameriški bejzbolist
- 1973 – Christian Ramota, nemški rokometaš
- 1973 – Roberto Ayala, argentinski nogometaš
- 1983 – James McFadden, škotski nogometaš
- 1996 – Abigail Breslin, ameriška filmska in televizijska igralka

## Smrti
- 1109 – Fulk IV., francoski plemič, anžujski grof (* 1043)
- 1132 – Mstislav I., kijevski veliki knez (* 1076)
- 1205 – Ludvik I., bloiški grof (* 1172)
- 1271 – Izabela Francoska, navarska kraljica (* 1242)
- 1279 – Boleslav Pobožni, vojvoda Velikopoljske (* 1224)
- 1345 – Richard de Bury, angleški knjižničar (* 1287)
- 1682 – Avakum Petrov, ruski duhovnik (* 1620)
- 1721 – Michel de Chamillart, francoski minister in državnik (* 1652)
- 1759 – Georg Friedrich Händel, nemški skladatelj (* 1685)
- 1768 – François de Cuvilliés starejši, francoski arhitekt, dekorater (* 1695)
- 1803 – Christoph Bartholomäus Anton Migazzi, avstrijski kardinal (* 1714)
- 1859 – Ignaz Bösendorfer, avstrijski izdelovalec klavirjev (* 1796)
- 1895 – James Dwight Dana, ameriški geolog, mineralog, naravoslovec, zoolog (* 1813)
- 1897 – Émile Levassor, francoski avtomobilski dirkač in pionir avtomobilske industrije (* 1843)
- 1906 – Giuseppe Callegari, italijanski kardinal (* 1841)
- 1917 – Ludwik Lazarus Zamenhof, poljski oftalmolog, filolog judovskega rodu (* 1859)
- 1924 – Louis Henry Sullivan, ameriški arhitekt (* 1856)
- 1930 – Vladimir Vladimirovič Majakovski, ruski pesnik (* 1893)
- 1935 – Emmy Noether, nemška matematičarka (* 1882)
- 1945 – Arthur Robert Hinks, angleški astronom, geograf (* 1873)
- 1947 – Herbert Spencer Jennings, ameriški zoolog (* 1868)
- 1950 – Ramana Maharši, indijski filozof vedantin (* 1879)
- 1964 – Rachel Carson, ameriška biologinja, ekologinja (* 1907)
- 1980 – Gianni Rodari, italijanski pisatelj in pedagog (* 1920)
- 1986 – Simone de Beauvoir, francoska filozofinja, pisateljica, feministka (* 1908)
- 1988 – Fran Zwitter, slovenski zgodovinar (* 1905)
- 1998 – Tone Svetina, slovenski pisatelj (* 1925)
- 2009 – Maurice Druon, francoski pisatelj (* 1918)
- 2012 – Émile Bouchard, kanadski hokejist (* 1919)
- 2014 – Davorin Savnik, slovenski oblikovalec in arhitekt (*1929)
- 2017 – Iva Zupančič, slovenska gledališka in filmska igralka (*1931)